# Konservative Koalition
Als konservative Koalition (englisch conservative coaltion) wurde im Kongress der Vereinigten Staaten eine inoffizielle Allianz von einer Mehrheit der Republikaner sowie einigen konservativen Demokraten aus den Südstaaten bezeichnet, die vorwiegend zwischen Mitte der 1930er bis etwa Ende der 1960er bestand. Die konservative Koalition widersetzte sich einer als zu linksliberal und progressiv empfundenen Politik, die vorwiegend von den Regierungen der demokratischen Präsidenten Franklin D. Roosevelt, Harry S. Truman, John F. Kennedy und Lyndon B. Johnson verfolgt wurde. Ihre Antagonisten waren liberal eingestellte Teile der Demokratischen Partei sowie eine Minderheit der Republikaner, vorwiegend aus den Nordstaaten.

## Hintergrund
Während des 19. Jahrhunderts war die Demokratische Partei die konservativere politische Kraft im Zweiparteiensystem der Vereinigten Staaten. Daher war ihre Machtbasis vor allem in den südlichen Bundesstaaten die während des Sezessionskrieges der Konföderation angehörten. Die Südstaaten waren durch ihre ländliche Struktur traditionell immer konservativer geprägt, als die nördlichen Landesteile, in denen ein Großteil der Industrie beheimatet war. Vor allem die Ostküste, Neuengland, die Regionen um die Großen Seen als auch die Westküste waren liberaler geprägt, entsprechend hatten die Republikaner hier ihre Hochburgen. Anfang des 20. Jahrhunderts begannen jedoch, vorerst nur im Norden, die progressiven Reformer Auftrieb in der Demokratischen Partei zu bekommen. Gleichzeitig wuchs bei den Republikanern der Einfluss der konservativen Strömungen. Während der 1920er-Jahre hatte sich das wirtschaftspolitische Profil der Republikanischen Partei gewandelt, dass weite Teile nun eine massive Deregulierung der Wirtschaft vorantrieben. Die drei republikanischen Präsidenten Warren G. Harding, Calvin Coolidge und Herbert Hoover waren bekannt als Verfechter der Laissez-faire-Politik; einem nahezu vollständigen Rückzug der öffentlichen Hand aus dem Wirtschaftsgeschehen. Soziale Absicherung sollte privat betrieben werden, um so die staatlichen Ausgaben auf ein Minimum begrenzen zu können. Weite Teile der Bevölkerung unterstützten diesen Kurs.
Dies änderte sich mit dem Zusammenbruch der Börse im Oktober 1929 und der darauffolgenden Weltwirtschaftskrise, der Great Depression. Die Präsidentschaftswahlen 1932 gewann der Demokrat Franklin D. Roosevelt aus New York mit großem Abstand, ein bekennender Progressiver. Mit seinem New Deal setzte Roosevelt tiefgreifende Reformen durch. So wurde die Wirtschaft und das Finanzsystem in einem bis dato ungekannten Ausmaß reguliert; 1935 folgte die Einführung der Sozialversicherung. In den ersten Jahren seiner Amtszeit wurden Roosevelts Programme nicht nur von der demokratischen Mehrheit im Kongress mitgetragen, auch eine Reihe Republikaner stimmten diesen Reformen noch zu.
In den 1930er-Jahren begannen die Demokraten unter Roosevelt auch zunehmend in den liberalen Staaten des Nordens und des Westens Fuß zu fassen. Auch in den Großstädten erhielten die Demokraten massiven Zulauf. Damit wurden die progressiven Kräfte in der Partei gestärkt, während im Süden noch immer die konservativen Elemente vorherrschten. Obwohl sich gegen Roosevelts liberale Politik vereinzelt Widerstand regte, wurde der beim Volk populäre Präsident weiterhin unterstützt. Die Republikaner waren von Wahlerfolgen in den Südstaaten noch weit entfernt. Dennoch war eine Jahrzehnte andauernde Entwicklung angestoßen, in denen sich vor allem das geographische Kräfteverhältnis umkehren sollte.

## Geschichte

### Opposition zu Roosevelts New Deal
Obwohl Präsident Roosevelt bei den Wahlen 1936 mit einem Rekordergebnis wiedergewählt wurde und die Demokraten nun fast eine Dreiviertelmehrheit im Kongress hatten, begann beim konservativen Südstaatenflügel die Kritik am Präsidenten zu wachsen. Auf Unmut stieß nicht nur Roosevelts progressive Politik, sondern auch sein Versuch die Zahl der Richter am Obersten Gerichtshof aufzustocken. Hintergrund war, dass der Supreme Court vorwiegend mit konservativen Richtern (berufen auf Lebenszeit von Roosevelts republikanischen Vorgängern) besetzt war, die zum Ärger des Weißen Hauses eine Reihe von New Deal Gesetzen als verfassungswidrig aufgehoben hatten. Der Kongress verwarf Roosevelts Reform, die ihm erlaubt hätte, weitere Richter zu berufen, die seine liberalen Ansichten teilten. Zu den bekanntesten Kritikern dieses Vorhabens gehörte sein eigner Vizepräsident, John Nance Garner, ein konservativer Demokrat aus Texas. Garner war 1932 und 1936 aufgestellt worden, um den konservativen Parteiflügel aus dem Süden zu befrieden, nachdem man mit Roosevelt einen progressiven aus dem Norden gewählt hatte. Garner hegte selbst Ambitionen auf das Präsidentenamt, musste sich 1932 aber parteiintern Roosevelt geschlagen geben. Dennoch kam es ab 1937/38 zum Bruch zwischen beiden.
Roosevelt war sich des Widerstands aus dem Süden sehr wohl bewusst, weshalb er im Vorfeld der Kongresswahlen 1938 versuchte, bei der Kandidatenaufstellung eine Art „Säuberung“ vorzunehmen. Nach dem Willen des Präsidenten sollten konservativere Demokraten nicht mehr zur Wahl gestellt werden und mit reformwilligen und liberalen Parteigängern ersetzt werden. Das Vorhaben stieß aber vor allem im Süden auf starken Widerstand und schlug somit fehl. Gleichzeitig errangen die Republikaner etliche Mandate hinzu. Obwohl die Demokraten noch immer über solide Mehrheiten verfügten, trat die konservative Koalition, bestehend aus konservativen Demokraten aus dem Süden und den meisten Republikanern, ab 1939 aktiv in Erscheinung und blockierte weitere Reformvorhaben des Weißen Hauses. Ab 1939 gab es von Seiten der Roosevelt-Regierung auch keine weiteren Reformankündigungen mehr. Da nun durch den Beginn des Zweiten Weltkrieges zusehends die Außenpolitik in den Fokus geriet, spielte die Innenpolitik bis Kriegsende eine weniger bedeutende Rolle.

### Truman- und Eisenhower-Regierungen
Unter Roosevelts Nachfolger Harry S. Truman (1945–1953) trat die konservative Koalition noch deutlicher hervor als zuvor. 1946 verloren die Demokraten ihre Mehrheit an die Republikaner, die Trumans Vorschläge zur Ausweitung des Sozialstaates und des New Deal blockierten. Auch viele Demokraten aus den Südstaaten misstrauten dem Präsidenten. Als Truman 1948 per Erlass die Rassentrennung in den Streitkräften aufhob, hatte dies erheblichen Widerstand des konservativen Parteiflügels aus den Südstaaten zur Folge, die sich für eine Beibehaltung der Rassentrennung aussprachen. In der Konsequenz stellte der Südstaatenflügel für die Präsidentschaftswahl 1948 einen eignen Kandidaten, Strom Thurmond, auf. Obwohl Truman diese Wahl nicht nur gewann, sondern die Demokraten auch die Mehrheit im Kongress zurückgewannen, blieb die Zahl der durchgesetzten Reformen bescheiden. Truman konnte nur wenige seiner Fair Deal Initiativen (in Anlehnung an den New Deal) umsetzen, wie ein öffentliches Wohnungsbauprojekt. Hier stimmte eine Reihe Demokraten aus dem Süden doch zu. Bei vielen anderen Projekten, wie die Einführung einer staatlich geförderten Krankenversicherung, stimmten viele Demokraten aus dem Süden mit den Republikanern, sodass die Stimmen der übrigen liberalen Demokraten aus dem Norden nicht ausreichten. Ziel der konservativen Koalition war es vor allem, zu viel staatliche Einmischung in das Wirtschaftsleben und das Sozialsystem zu verhindern. Dies zeigte sich auch daran, dass das 1947 beschlossene Taft-Hartley-Gesetz auch nach den Wahlen 1948 nicht mehr, wie von Truman gefordert, zurückgenommen wurde. Dieses Gesetz, mit dem der Einfluss von Gewerkschaften beschränkt wurde, war 1947 gegen Trumans Veto verabschiedet worden, da ausreichend konservative Demokraten aus dem Süden mit den Republikanern stimmten, um so den Einspruch des Weißen Hauses mit einer Zweidrittelmehrheit zu überstimmen. Obwohl die Demokraten nach Trumans Wiederwahl 1948 wieder eine Mehrheit hatten, verhinderte die Konservative Koalition die vom Präsidenten angestrebte Aufhebung des Gesetzes.
Auch das Thema der Bürgerrechte für Afroamerikaner blieb ein Streitthema zwischen Weißem Haus und den Konservativen im Kongress. Trumans Nachfolger, der gemäßigte Republikaner Dwight D. Eisenhower (Präsident 1953–1961), sprach sich ebenfalls für Maßnahmen gegen Rassendiskriminierung aus. Erst unter ihm wurde mit dem Civil Rights Act of 1957 ein erster Schritt unternommen. Allerdings gelang es Demokraten aus den Südstaaten, den Entwurf so weit abzuschwächen, dass er praktisch wirkungslos blieb. Aus Protest gegenüber Eisenhowers Politik unterzeichneten fast alle Demokraten aus den Südstaaten das Southern Manifesto, das die Politik der Regierung auf diesem Gebiet als Eingriff in die Rechte der Einzelstaaten kritisierte. Allerdings gelang Eisenhower gegen den Widerstand der Konservativen eine Anhebung des Mindestlohns.

### Entwicklungen ab den 1960er-Jahren und Ende der Koalition
Die konservative Koalition blockierte auch eine Reihe von progressiven Reformvorschlägen John F. Kennedys. Wie schon in früheren Jahren wurde dies häufig mit Dauerreden im Senat (Filibuster) bewerkstelligt, um so eine Abstimmung im Senat zu verhindern. Da die Redezeit im Senat nicht begrenzt ist, wurde so durch Dauerreden eine Abstimmung über unliebsame Gesetze verhindert (das Dauerreden konnte nur durch ein Votum des Plenums mit zwei Dritteln beendet werden). Insgesamt konnte Kennedy nur ein Drittel seines innenpolitischen Programms durch den Kongress bringen.
Erstmals gebrochen wurden der Widerstand der Konservativen Koalition von Kennedys Nachfolger Lyndon B. Johnson im Jahr 1964 während der Verhandlungen über das Gesetz zur Aufhebung der Rassentrennung. Hier stimmten liberale Republikaner und Demokraten aus dem Norden für das Gesetz. Prozentual gaben sogar mehr Republikaner ihre Zustimmung als Demokraten. Einer der wenigen republikanischen Kritiker war Senator Barry Goldwater aus Arizona, Johnsons Gegenkandidat für den Wahlen 1964. Anders als von Johnson im Wahlkampf dargestellt, hatte Goldwater jedoch verfassungsrechtliche Bedenken (er sah die Bundesstaaten in der Pflicht); sein Nein war nicht durch Rassismus begründet. Obwohl selbst aus Texas, trat Johnson mit seinem Programm der Great Society für umfassende Sozialreformen in der Tradition von Roosevelts New Deal ein. Johnson war neben seinem Vertrauten Sam Rayburn der einzige Politiker aus den Südstaaten gewesen, der das Southern Manifesto nicht unterzeichnet hatte. Die Wahlen 1964 endeten mit einem großen Erfolg für die Demokraten, die nun über Zweidrittelmehrheiten verfügten. Damit konnten Republikaner und südstaatliche Demokraten überstimmt werden und der wiedergewählte Präsident setzte mit seiner Great Society eine Reihe progressiver Reformen um.
Das Agieren Johnsons in der Rassenpolitik führte zu einem Ende der konservativen Koalition. Allmählich kehrte sich das geographische Kräfteverhältnis um und die Republikaner gewannen im Süden an Zulauf, während die Demokraten im liberalen Norden erfolgreicher waren. Schon 1964 stimmten erstmals einige Südstaaten für die Republikaner, während der Rest des Landes geschlossen Johnson die Stimme gab. In der Folgezeit trat auch eine Reihe Demokraten aus dem Süden zu den Republikanern über, die eine konservativere Politik verfolgten.
Liberalere Staaten an der Ostküste, dem Mittleren Westen und der Westküste wandten sich mehr den Demokraten zu, die ihr Profil als linksliberale Partei schärften. Seit 1964 waren nur noch wenige Präsidentschaftskandidaten der Partei im Süden erfolgreich. Auf bundesstaatlicher und lokaler Ebene blieben die Demokraten jedoch länger etabliert, zum Teil bis ins 21. Jahrhundert, allerdings sind sie hier bedeutend konservativer als in den übrigen Landesteilen (siehe Blue Dog Coalition). Die Republikaner aus den liberaleren Staaten sind daher andererseits eher moderater als die Gesamtpartei eingestellt. Da sich hier also ein längerer Prozess vollzog, kann kein genauer Zeitpunkt genannt werden, wann sich die konservative Koalition genau auflöste. Schon unter dem republikanischen Präsidenten Richard Nixon, der innenpolitisch eine moderate, in Teilen sogar liberale, Agenda verfolgte, waren mehr und mehr Kongressmitglieder aus dem Süden Mitglied der Republikanischen Partei.